# Frank de Wit (judoka)
Frank de Wit (ur. 13 lutego 1996) – holenderski judoka. Dwukrotny olimpijczyk. Zajął siedemnaste miejsce w Rio de Janeiro 2016 i dziewiąte w Tokio 2020. Walczył w wadze półśredniej.
Brązowy medalista mistrzostw świata w 2021; siódmy w 2017; uczestnik zawodów w 2015, 2018, 2019, 2022 i 2023. Startował w Pucharze Świata w 2015, 2016 i 2022. Wicemistrz Europy w 2024; piąty w 2016, 2017 i 2020. Siódmy na igrzyskach europejskich w 2019. Brązowy medalista młodzieżowych igrzysk olimpijskich z 2014 roku.

## Letnie Igrzyska Olimpijskie 2016
| Konkurencja | Rundy eliminacyjne    | Klas. końcowa |
| Konkurencja | 1/16                  | Miejsce       |
| ----------- | --------------------- | ------------- |
| 81 kg       | Iwajło Iwanow (BGR) P | 17.           |